# Champagner-Fabrik J. E. Hubert
Die in Preßburg 1825 gegründete Champagnerfabrik Hubert war die erste Sektkellerei in Königreich Ungarn.

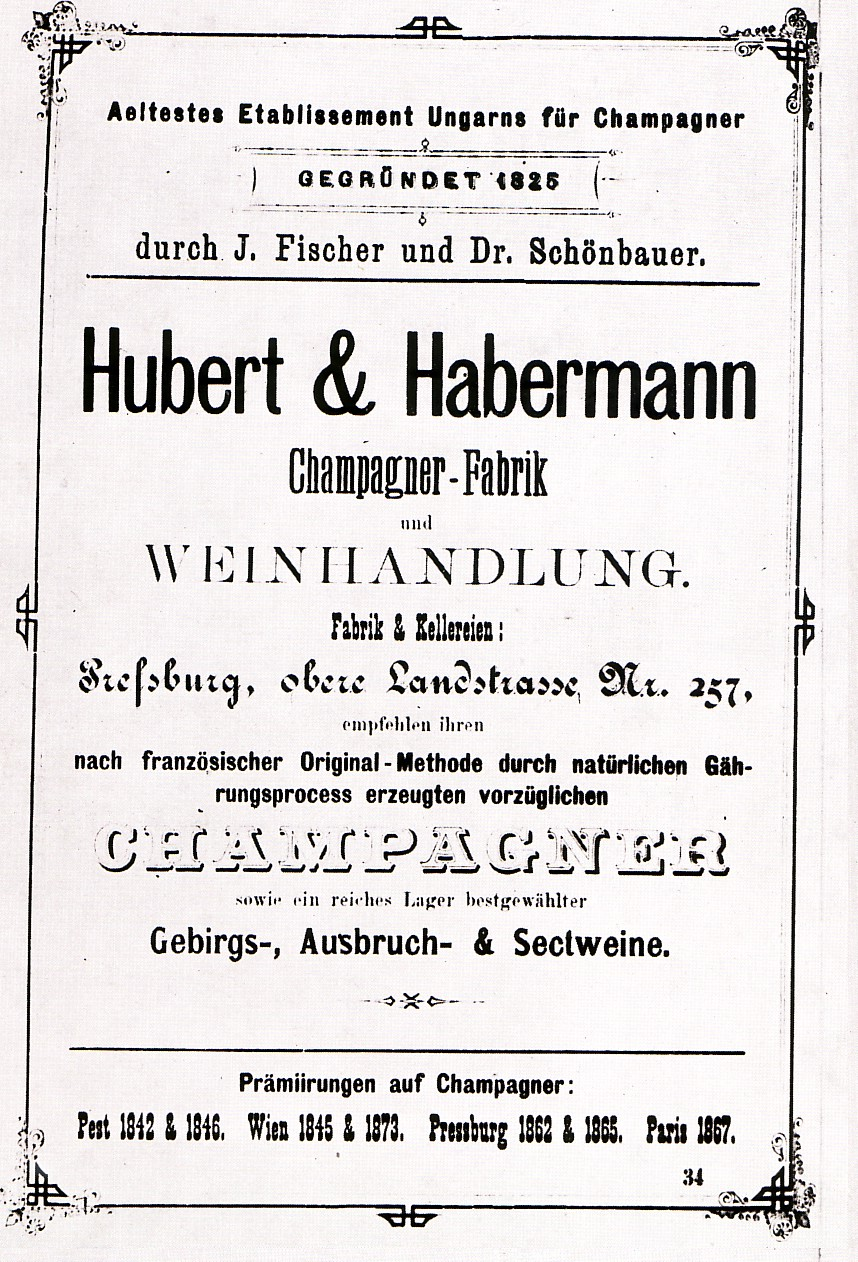
Zeitgenössisches Werbeplakat

## Einführung
In der Anfangszeit der Industrialisierung Altungarns entwickelten sich naturgemäß auch in Preßburg zuerst jene Wirtschaftszweige auf Industrieniveau, wo heimische Ressourcen vorhanden waren. In Preßburg waren das in erster Linie der alteingesessene Weinbau und die Landwirtschaft der Umgebung. So entfielen im Jahre 1884 53 % der genutzten Maschinenkraft auf die Lebensmittelindustrie, was auf den, nach wie vor, landwirtschaftlichen Charakter des Landes hindeutet. Im Jahre 1910 betrug der landwirtschaftliche Anteil an der Volkswirtschaft Altungarns noch rd. 60 % (zum Vergleich: Deutsches Reich 35 %, Königreich Böhmen 38 %); der Industrieanteil hingegen lag lediglich bei 18 % (Belgien 50 %, Großbritannien 46 %, Deutsches Reich 38 %). Es ist also verständlich, dass sich auch in Preßburg Lebensmittelbetriebe, als erste ansiedelten.

## Champagner-Fabrik und Weinhandlung J. E. Hubert

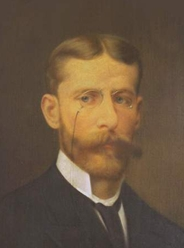
Johann Evangelist Hubert (* 1849, † 1882)

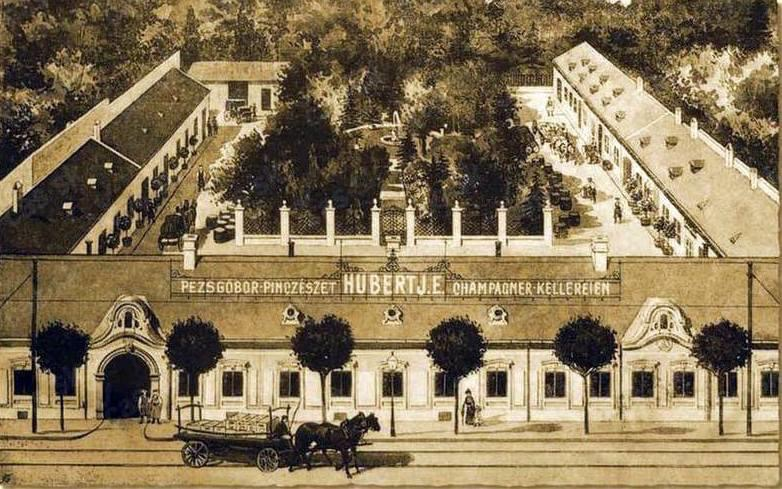
Ursprüngliche Sektkellerei Hubert in Preßburg

Die „Champagner-Fabrik und Weinhandlung J. E. Hubert“, k. u. k. Hoflieferant, war nicht nur das erste und einzige Unternehmen seiner Art im ganzen Königreich Ungarn, sondern auch weltweit die erste Champagnerkellerei außerhalb der Grenzen Frankreichs. Die „Champagner-Fabrik“, wie sie damals hieß, wurde von Johann Fischer – dem Spross einer alteingesessenen Preßburger Bürgerfamilie – und Dr. Michael Schönbauer gegründet. Bereits kurze Zeit nach der Gründung konnte sich die Firma landesweiter Anerkennung erfreuen. In einem Bericht über die Zweite allgemeine österreichische Gewerbe-Producten-Ausstellung des Jahres 1839 wurde sie mit Lob erwähnt. Wörtlich heißt es darin: „Die Herren Aussteller haben sich einer ehrenvollen Erwähnung würdig gemacht, indem ihre Weine hinsichtlich des regelmäßigen Moussirens und der Klärung, so wie bezüglich des angenehmen Geschmackes alles Lob verdienen.“ (siehe Weblink). Bereits im Jahre 1840 produzierte die Firma 10 000 Flaschen Sekt. 
Auch die Preßburger Zeitung berichtet über den Produktionserfolg des präsentierten Champagners bei der 'Ersten vaterländischen Gewerbproducten-Ausstellung' in Pest im Jahre 1843. Die Zeitung ist über die Qualität des (ungarischen) Champagners des Lobes voll. Unter anderem schreibt die Zeitung: „die Herren Johann von Fischer und Doctor Michael Schönbauer empfingen für ihren ungarischen Champagner [...] schriftliche Zeugnisse, daß sie in ihrer Art das vorzüglichste geleistet hätten, und der eingesendete Schaumwein den besten französischen Erzeugnissen gleichkommt.“
Im Jahre 1846 wurden die Erzeugnisse der Firma mit einer Goldmedaille für hervorragende Qualität ausgezeichnet.
Im Jahre 1877 ging dann die Firma in den Besitz von Hubert und Habermann („Hubert & Habermann Champagner-Fabrik und Weinhandlung“) über. Nach dem frühen Tode von Johann Evangelist im Jahre 1882 wurde die Firma von dessen Witwe Pauline Hubert geb. Habermann (* 1857, † 1925) fortgeführt. Das Produktionsgebäude stand auf der Landstraße (N° 257) in Preßburg und wurde in den 1960er Jahren abgerissen (heute steht auf dieser Stelle das Hochhaus der Technischen Universität). In den 1860er Jahren wurden hier etwa 120 000 Flaschen Sekt/Jahr produziert. Die aus Österreich stammende Familie Hubert stellte u. a. auch die bekannte Sektmarke „Hubert Gentry Club“ her, die im Jahre 1896 bei der Millenniumsausstellung in Budapest die goldene Medaille erhielt. Da die Marke „Gentry Club“ zu den Lieblingsmarken von Kaiser Franz-Joseph gehörte, besuchte er persönlich den Hubert-Pavillon bei der Millenniumsausstellung. Für die Firma war das damals ein riesiger Erfolg. Ein beträchtlicher Teil (70 bis 80 %) der Jahresproduktion wurde ins Ausland exportiert und erhielt zahlreiche nationale, sowie internationale Auszeichnungen.
Nach dem Tode von Pauline Hubert im Jahre 1925 ging die Leitung der Firma an deren ältesten Sohn Heinrich Hubert über. Heinrich Hubert wurde am 12. Oktober 1877 in Preßburg geboren. Sechs Tage später wurde er im St. Martinsdom getauft. Nach seiner Grundschulausbildung ging er nach Geisenheim um in der dortigen (damaligen) Königlichen Lehranstalt für Obst- und Weinbau (heute 'Hochschule Geisenheim') seine Kenntnisse auf dem Gebiet des Weinbaus zu vervollkommnen. Nach einem Volontariat bei namhaften Weinbaubetrieben in Deutschland und Frankreich kehrte er nach Preßburg zurück und unterstützte seine Mutter in der Leitung des Familienbetriebes, dessen Leitung er nach deren Tode gänzlich übernahm. Da Heinrich Hubert über hervorragende Kenntnisse auf dem Gebiet des Weinbaus verfügte, führte er zahlreiche technische Neuerungen in der Firma ein; und auch auf dem damals nahezu unbekannten Gebiet des Marketing war die Firma unter seiner Leitung ihrer Zeit voraus.
Auch nach dem Zusammenbruch der Donau-Monarchie und der Gründung der Tschechoslowakei im Jahre 1918 gelang es Heinrich Hubert die Firma vor der Verstaatlichung zu retten. Durch geschickte Kontakte gelang es ihm als "Ungar mit deutscher Muttersprache" sich auch in der Zwischenkriegszeit zu behaupten. Als erfolgreicher Geschäftsmann wurde er geschätzt und wurde zum Präsidenten der Ersten Preßburger Sparkasse gewählt.

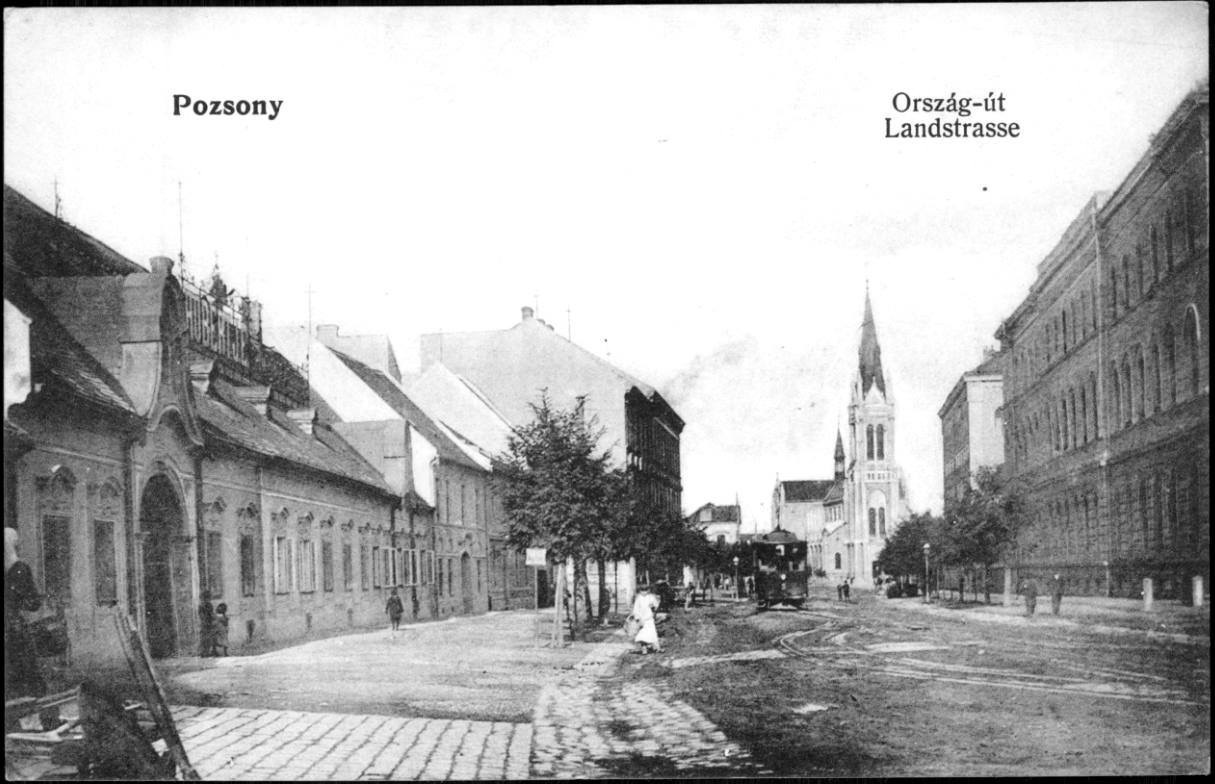
Die Sektkellerei Hubert (links) auf der Landstraße (heute Radlinského ul.) in Preßburg (Ansichtskarte um 1900). Im Hintergrund die Blumenthaler Kirche.

Das Jahr 1945 bedeutete auch für die Firma Hubert das Ende als Familienbetrieb. Nach dem Einmarsch der Roten Armee wurde die Sektkellerei von deren Soldaten geplündert. Im Juni 1945 wurde die Firma sowie deren ganzes Vermögen unter "Volksverwaltung" gestellt. Heinrich Hubert wurde vor einem Volksgerichtshof gestellt und er wurde beschuldigt, „dass er sich nicht aktiv im Kampf gegen Deutschland und Ungarn beteiligt hätte und dadurch nicht dazu beitrug, dass die Tschechoslowakische Republik sowie die Freiheit des slowakischen und tschechischen Volkes wieder erlangt wurde.“ Da diese Anschuldigungen nicht bewiesen werden konnten, wurde Hubert wieder auf freien Fuß gesetzt.
Trotzdem blieb die Firma aufgrund der Beneš-Dekrete unter Volksverwaltung und wurde 1949 gänzlich verstaatlicht. Nach dem Februarputsch der Kommunisten im Jahre 1948 wurde Heinrich Hubert als "Ausbeuter des Volkes" diffamiert und verlor auch sein gesamtes Privatvermögen. Durch Staatsanordnung musste dieser ehrenwerte Preßburger Bürger die Stadt verlassen, er wurde 1952 gemeinsam mit seiner Ehefrau Ilona in die Ostslowakei Zwangsinterniert. Im ostslowakischen Ort Stoß verbrachte er gänzlich verarmt und mittellos die letzten Jahre seines Lebens. Heinrich Hubert starb am 20. November 1959 in Stoß im Alter von 82 Jahren und wurde am dortigen Ortsfriedhof bestattet. Erst im Jahre 2016 wurde das verfallene Kreuz auf seinem Grab durch einen würdigen Grabstein ersetzt.

Ab 1952 ist im Stammhaus Hubert auf der Landstraße in Preßburg kein Champagner mehr produziert worden. Die Produktion wurde nach Sereth (slow. Sereď) verlegt, produziert jedoch auch gegenwärtig unter dem alten Familiennamen weiter.

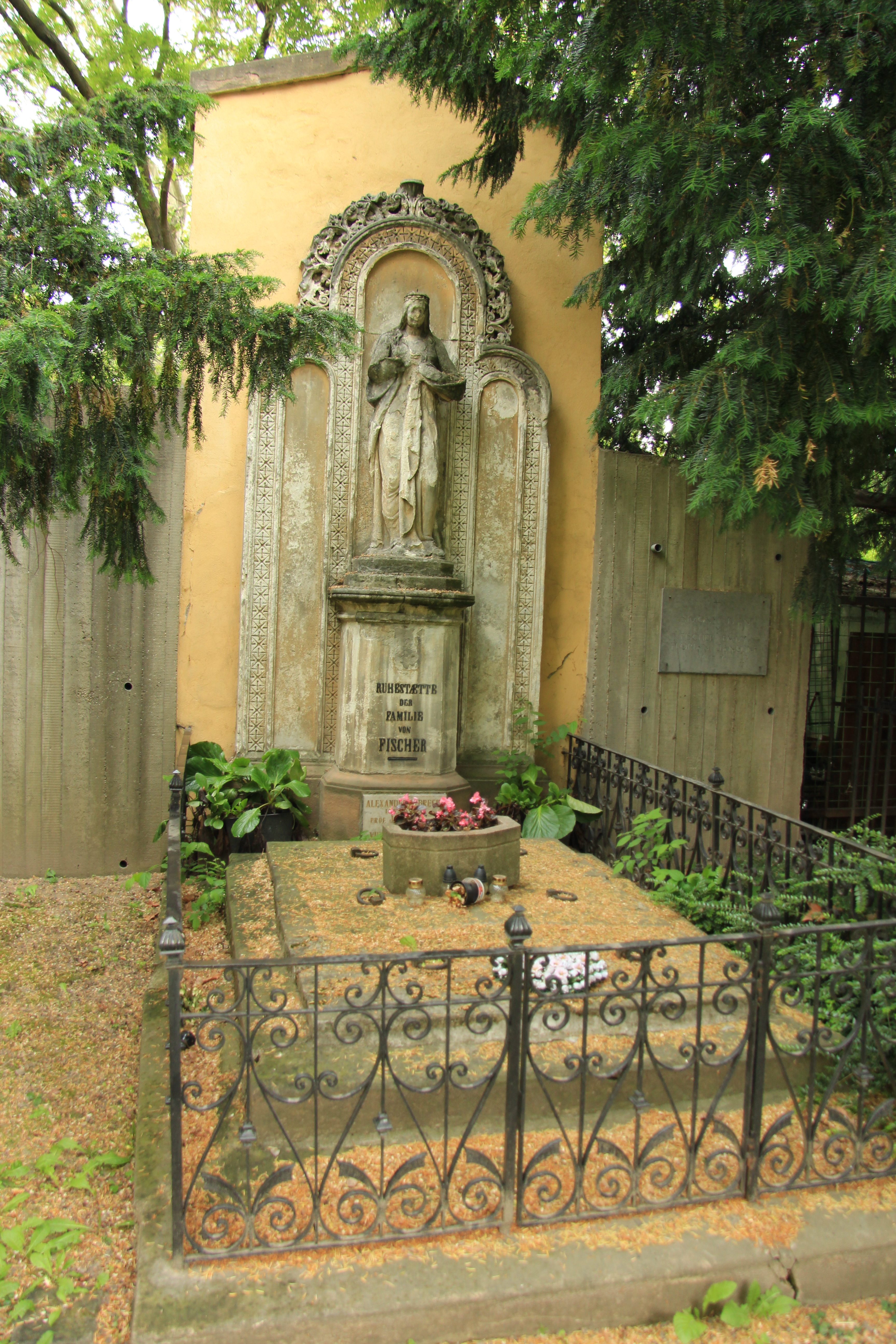
Grabstätte der Familie Fischer am Andreas-Friedhof in Preßburg.

Die Firma Hubert ist eine der wenigen Firmen in der heutigen Slowakei, die ihre Existenz seit ihrer Gründung bis heute bewahren konnte. Seit dem Jahr 2000 gehört die Fa. Hubert dem deutschen Konzern Henkell & Söhnlein Sektkellereien KG in Wiesbaden.